# Тигърд (град, Орегон)
Тигърд (на английски: Tigard) е град в окръг Вашингтон, щата Орегон, САЩ. Тигърд е с население от 46300 жители (2006) и обща площ от 28,2 km². Намира се на 91 m надморска височина. ЗИП кодът му е 97223, 97224, 97281, а телефонният му код е 503.